# Brentová
Brentová je zaniklá usedlost v Praze 5 – Smíchově v ulici Radlická na úpatí jižního svahu Pavího vrchu. Je po ní pojmenována ulice Pod Brentovou.

## Historie
Vinice zde existovala již ve 14. století. Roku 1722 koupil od knížete Schwarzenberka část Mammingerovských pozemků staroměstský měšťan a primátor Jan Kašpar Brandt. Ty poté spojil s vinicí Pusta, kterou zdědila jeho žena Františka Kateřina, rozená Strahlová, a celek dostal po něm jméno Brentová.
Později držel usedlost spolu s vinicemi a dvory Barvířkou, Laurovou a Minařkou Leopold Jurain. Poté ji spolu s uvedenými usedlostmi vlastnila rodina Barthových, která k nim připojila také Božinku.
Dvůr zanikl v 1. polovině 20. století.
Podoba usedlosti
K jednoduché hospodářské budově čtvercového půdorysu patřilo 35 sáhů pozemků.